# 孔令栋
孔令栋（1970年12月—），甘肃省武威市人，中华人民共和国政治人物。

## 生平
1970年12月，孔令栋出生在甘肃省武威县（今武威市）。1990年8月，孔令栋从青海师范大学中文系文秘专业毕业后成为西宁市劳动局的一名干部，1996年3月转入西宁市经济贸易委员会。2001年1月，孔令栋出任西宁经济技术开发区经发局、财政局副局长。2006年7月转任西宁市城东区人民政府副区长。次年11月转任西宁经济技术开发区东川工业园区、南川工业园区管委会副主任。2011年2月，孔令栋出任西宁经济技术开发区党工委委员、东川工业园区管委会主任、园区党委副书记。2014年5月，孔令栋出任西宁市发展和改革委员会党组书记、主任，兼任市轨道办主任。
2016年8月，孔令栋调任海东市人民政府党组成员、副市长人选，9月正式担任副市长。
2019年7月，孔令栋调回西宁市，出任西宁经济技术开发区党工委副书记、管委会副主任。同年12月升任中共西宁市委常委、西宁经济技术开发区党工委常务副书记、管委会常务副主任。2021年3月，孔令栋出任中共西宁市委副书记、西宁市人民政府市长人选（次月正式担任市长）、西宁经济技术开发区管委会、青海国家高新技术产业开发区管委会主任。

### 落马
2023年1月19日，孔令栋涉嫌“严重违纪违法”接受青海省纪委监委纪律审查和监察调查。9月19日，孔令栋遭到开除党籍开除公职（双开）处分。9月28日，青海省人民检察院依法以涉嫌受贿罪对孔令栋作出逮捕决定。11月3日，孔令栋涉嫌受贿罪一案，经青海省人民检察院指定管辖，由海西州人民检察院依法向海西州中级人民法院提起公诉。12月19日，青海省海西州中级人民法院一审公开开庭审理孔令栋犯受贿罪一案，孔令栋在2008年至2022年在西宁市任职期间在资金扶持、土地置换、承揽项目、资质审批等方面为他人谋取利益，非法收受汪某刚、杨某等人财物折合人民币共计1392.140894万元。